# О проповеди святого креста
О проповеди святого креста (лат. De predicatione sancte crucis) — средневековый трактат, написанный на латинском языке в период между 1266 и 1268 годами. Автор — Гумберт Романский.

## Описание
Трактат состоит из 44 глав и посвящён Крестовым походам.

## История изучения
Первая попытка исследования трактата была сделана в 1890 году Альбертом Лекуа де ля Маршем в статье «Проповедь крестового похода в тринадцатом веке», после чего средневековым произведением заинтересовались историки. Тем не менее на протяжении практически всего XX века никто не обращал внимание на рукописную традицию памятника, впервые это было сделано в 1991 году П. Коль. До этого момента историки пользовались первым нюрнбергским изданием 1495 года.

## Датировка создания
Первая датировка создания трактата была предложена А. Лекуа де ля Маршем на основе анализа его содержания. В «De predicatione sancte crucis» Гумберт Романский говорит о взятии крепости Сафед (датируется 1266 годом), однако ничего не упоминает о захвате Антиохии, который в статье А. Лекуа датирован 1267 годом (совр. версия — май 1268 года). Кроме того, Лекуа де ля Марш указывает на то, что Людовик IX в произведении был назван «rex Francis», следовательно на момент написания памятника он был жив. С предложенной Альбертом Лекуа датировкой соглашаются и другие учёные — Ф. Хейнтке, В. Крамер.

## Переводы
Впервые латинский трактат был переведён на русский и французский языки в 2015 году историком НГУ Валентином Портных.